# Historia de Roraima

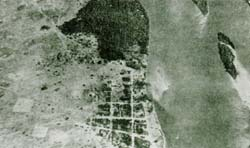
Vista aérea de la ciudad de Boa Vista de 1924, hecha por el explorador Hamilton Rice.

La Historia de Roraima es reciente en comparación con otros procesos históricos del Brasil. Ubicado en el extremo norte del actual Brasil, la región de Roraima fue invadida varias veces por diversos países como Inglaterra, Países Bajos y España. Paradójicamente, la región despertó poco interés por parte de los portugueses, en especial después de la llegada de la familia real portuguesa a la ciudad de Río de Janeiro a principios del siglo XIX.
Escenario de revueltas, masacres, crecimiento, exploración y progreso, fueron muchos los intentos de invasión neutralizados por las fuerzas portuguesas en el Fuerte San Joaquín. Joaquim Nabuco, un importante abogado pernambucano, defendió la región delante del Rey de Italia en el siglo XIX. Roraima ha sido municipio, territorio federal y estado brasileño.

## SigloXVIIyXVIII: Colonización portuguesa

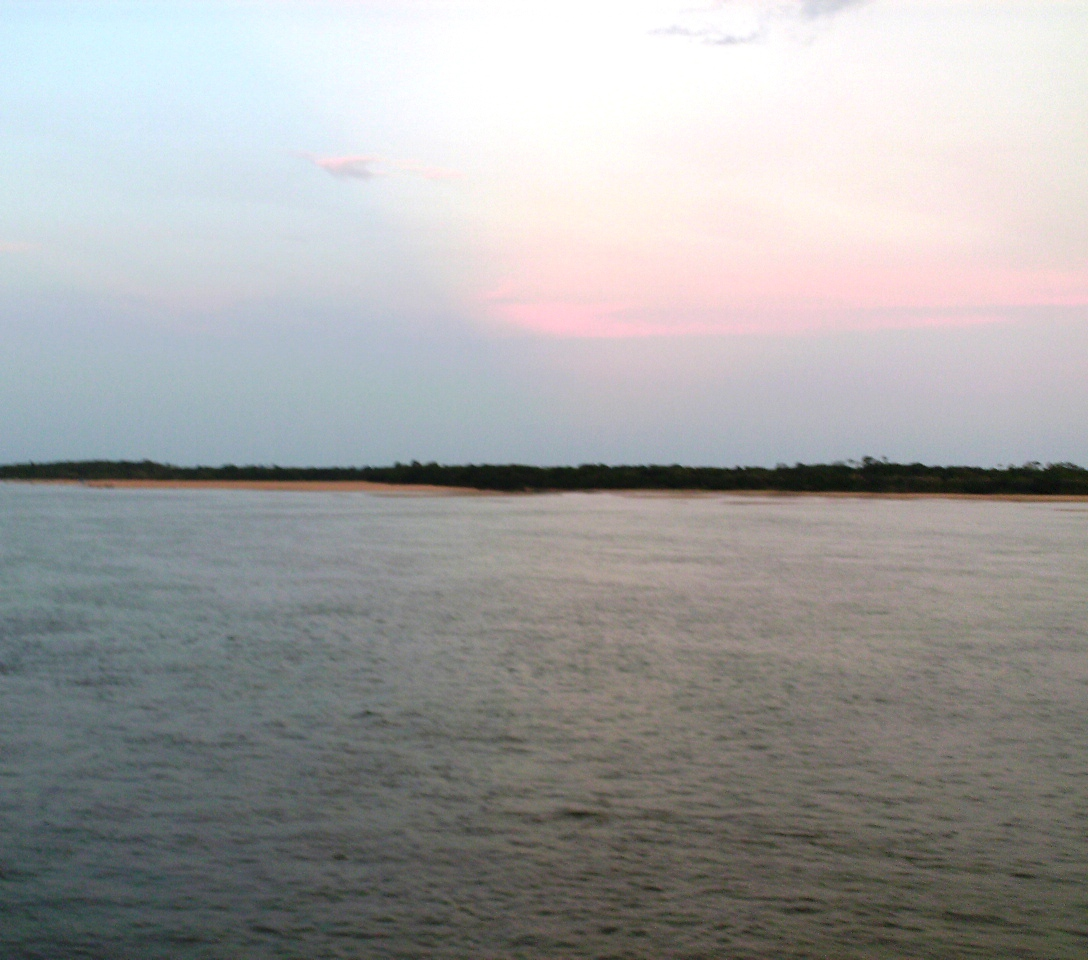
El Río Branco es el más grande e importante río de la región.

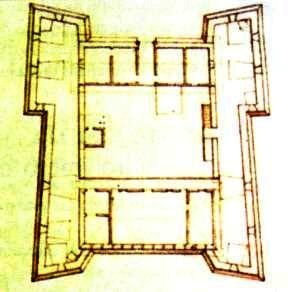
Planta del Fuerte San Joaquín.

Aunque la llegada de los portugueses a tierras brasileñas ocurrió en el año de 1500, fueron necesarios más de doscientos años para que la región del Valle del Río Branco fuese encontrada por los primeros colonizadores. Los primeros portugueses llegaron a una zona habitada por diferentes tribus indígenas y poco después se vieron envueltos en una serie de contiendas, pues el Imperio español promovía invasiones a ese territorio desde la entonces Provincia de Guayana al igual que los holandeses lo hacían desde la Guyana; sin embargo, estos colonos lograron mantener la soberanía portuguesa de la región, derrotando y expulsando a los invasores.
Los primeros líderes portugueses en llegar a la región fueron el capitán Francisco Ferreira y el sacerdote carmelita Jerónimo Coelho. Ellos llegaron con el objetivo de atrapar indígenas y recoger huevos de tortuga para producir aceites. Tiempo después, llegaron a la región Cristovao Aires Botelho y Lorenzo Belfort siendo los primeros en sobrepasar el raudal de Bem Querer. José Miguel Aires también remontó el Río Branco con el objetivo de atrapar indígenas y venderlos en los mercados de Belém do Pará y San Luis de Marañón como esclavos. Otro comerciante esclavista fue el holandés Nicolau Horstman que partió de Paramaribo, capital de la entonces Guayana Neerlandesa, y navegó el río Branco en el año de 1741 estableciendo el comercio de esclavos en los ríos Jauaperí y Takutu.
Entre los años de 1771 y 1773, los españoles partieron desde el río Orinoco, atravesaron la cordillera de Pacaraima e invadieron las márgenes del río Uraricorea para luego fundar tres poblaciones (Santa Bárbara, San Juan Bautista de Caya Caya y Santa Rosa). Sin embargo, no resistieron los ataques portugueses y terminaron siendo expulsados de la región. En vista de la codicia de varias potencias europeas por la región, los portugueses decidieron construir una fortaleza llamada Fuerte de San Joaquín que permitió afianzar la soberanía lusitana sobre Roraima.
Además de la construcción del fuerte, se construyeron tres poblaciones que fueron habitadas por los indígenas, obligados por los colonos portugueses. En las márgenes del río Uraricorea se fundó la población de Nossa Senhora da Conceição e Santo Antônio, en el río Tacutu São Felipe y en el río Branco Nossa Senhora do Carmo e Santa Bárbara. Estos asentamientos desaparecieron en poco tiempo debido a que los indígenas se rebelaron contra los colonizadores y terminaron por abandonarlos luego de la denominada revuelta de la playa de sangre en el año de 1790. Esta revuelta debe su nombre al hecho de que hubo una gran cantidad de muertos entre los dos bandos que llegaron a teñir de sangre las aguas del río Branco.
El fin del siglo XVIII marca el inicio de una economía basada en la cría de ganado. El comandante Manuel da Gama Lobo D'Almada fue el pionero, pues en el año 1789 introdujo el ganado bovino y equino en la región con el objetivo de mantener a los colonos portugueses en el lugar. La cría se inició en la hacienda São Bento para después concentrarse en la hacienda São José y establecerse definitivamente en la hacienda São Marcos en el año de 1799. Debido a que no existían cercados o muros para limitar el territorio de las haciendas los animales se dispersaron por la región rápidamente. Esto permitió que algunos comerciantes aprovecharan para robar animales e iniciar nuevas haciendas. Los indígenas se convirtieron en excelentes ganaderos, fama que los Macuxis mantienen hasta el día de hoy.

## SigloXIX: La familia real portuguesa y el estancamiento económico
En el año 1808 la familia real portuguesa llegó a Brasil huyendo de las invasiones napoleónicas que se estaban dando en la península ibérica. Se establecieron en la capital de la colonia, Río de Janeiro. Allí se vieron enfrentados junto con la nobleza a problemas de adaptación con el lugar, pues no existían las condiciones de lujo y confort a las que estaban acostumbrados en Portugal. Por esta razón comenzó un rápido proceso de aplicación en el sur del Brasil dejando abandonados otros territorios en el norte, entre ellos Roraima. No obstante, el Fuerte San Joaquín, se mantuvo en pie durante más de un siglo sirviendo de centinela a la soberanía portuguesa en el norte de Sudamérica; durante este período, los soldados portugueses se vieron enfrentados a varios intentos de invasión extranjera. Los comandantes del fuerte desde su construcción hasta su ocaso fueron:
1. Capitán Nicolau de Sá Sarmento (1787)
2. Capitán Inácio Magalhães (1830)
3. Capitán Ambrósio Aires (1835)
4. Capitán José Barros Leal (1839)
5. Mayor Coelho (1842)
6. Capitán Bento Brasil (1852)
7. Cabo Pedro Rodrigues (1899)

### Conflicto de delimitación en la región del Pirara

Mapa con las áreas en disputa durante el conflicto de delimitación del Pirara.

Históricamente, la región de Roraima fue disputada en varias ocasiones entre las fuerzas portuguesas y las inglesas, sin embargo, además de conflictos armados e invasiones, se libraron batallas en el campo de la diplomacia y el arbitraje internacional. Entre los años de 1810 y 1811 soldados ingleses penetraron en la región. Un comando del Fuerte San Joaquín los conminó a detener su avanzada impidiéndoles el paso. Más tarde, en el año de 1835 el explorador de origen alemán Robert Schomburgk estuvo en la región realizando el levantamiento de la geografía física de la Guyana Interior para el gobierno inglés y envió a Londres varios relatos contando la casi inexistencia de la soberanía portuguesa sobre el territorio de Roraima, por lo que sugirió a los ingleses que ocupasen algunas áreas con el objetivo de establecerse definitivamente.
La corte inglesa y la opinión pública expresó gran aprobación por el relato de Robert y se decidió enviar un misionero protestante llamado Thomas Yound. Yound llegó a la región del Pirara y convirtió algunos indígenas a la religión protestante. También les enseñó el idioma inglés e izó el pabellón británico en suelo roraimense.
El presidente de la provincia de Pará, el general Soares de Andréia ordenó que el comandante del Fuerte de entonces, el capitán Ambrósio Aires y el fraile José Santos Inocentes instaran al misionero a retirarse de la región. Yound cumplió la exigencia llevándose con él a los indígenas que había evangelizado en su religión.
La tentativa de dominio de la región por parte de los ingleses no terminó ahí y a partir de 1840 comenzó una gran controversia de delimitación cuando el explorador Robert Schomburgk dibujó un mapa, que posteriormente envió a Inglaterra, que mostraba la región del Tacutu, del Mau y parte del Surumu como propiedad de tribus indígenas, el cual envió a Londres. Con este mapa Schomburgk también estableció una nueva frontera entre el Imperio del Brasil y la Guyana estableciendo como límite los ríos Cotingo y Surumu.
El mapa llamó la atención de la opinión pública británica, la cual pasó a exigir que las sugerencias cartográficas hechas por Schomburgk fueran acatadas por el gobierno inglés. En ese momento, la presencia brasileña en la región estaba en decadencia debido a la presencia de la familia real portuguesa en el sur, sin embargo el gobierno de Pará protestó en Belem ante el cónsul británico, y luego, el gobierno brasileño hizo lo mismo en Londres por medio del embajador en esa ciudad. Estas protestas hicieron desistir temporalmente al gobierno inglés de la apropiación definitiva de esas nuevas tierras. En 1842, fue recibida en Londres una recomendación brasileña para que el área en disputa (la región de Rupununi) entrara en arbitraje neutral.
Inglaterra estuvo de acuerdo en entrar a un arbitraje, pero no renunció a sus derechos sobre la zona en disputa. Esta disputa diplomática se prolongó hasta el año de 1898, en que Brasil aceptó la propuesta de los ingleses de someter la decisión del arbitraje a un gobierno imparcial, para lo que se escogió al gobierno italiano. El abogado Joaquim Nabuco fue el defensor de los intereses brasileños ante la corte de Víctor Manuel III, encargada de la decisión final. Nabuco defendió a Brasil con el argumento de la supremacía lusófona en la región que presentó en dieciocho volúmenes de material probatorio recopilado por Nabuco.
En el año de 1904 la decisión fue tomada por el rey italiano: 19630 km² serían entregados a Inglaterra (pasaron a ser territorios de la Guyana), estableciendo definitivamente el límite de los dos países en la región. A pesar de esto, los argumentos del gobierno brasileño, en cabeza de Nabuco no fueron en vano, pues sin esta defensa, el área perdida hubiese sido casi del doble del tamaño definitivo.

### NaceBoa Vista

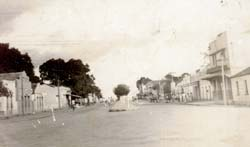
Boa Vista: Avenida Jaime Brasil en 1924.

Según un censo de 1887, la población de Boa Vista era de mil habitantes.
El 9 de julio de 1890 el gobernador de Amazonas Augusto Ximeno de Ville Roy creó el municipio de Boa Vista do Rio Branco actual Boa Vista, con el ánimo de incentivar el crecimiento de la región del Valle del Río Branco.
Otra actitud que contribuyó al desarrollo de la región fue la construcción de una picada uniendo Boa Vista a Manaus, picada que ya se transforma en una de las principales rodovias de la región, la BR-174. La orden de construcción fue dada por el gobernador amazonense Eduardo Ribeiro y fue ejecutada por el señor Sebastião Diniz.

## SigloXX: Nacimiento del Territorio Federal
En 1943, Getúlio Vargas, presidente de la República, creó cinco territorios federales nuevos, de los cuales dos fueron eliminados en el año 1946. El territorio federal tenía por nombre Território Federal do Rio Branco.
De esta manera la región fue ayudada un poco más. Creándose la División de Producción, Tierra y Colonización que llevaba a cabo investigaciones sobre los recursos naturales existentes en el territorio, registraba tierras agrícolas y colonias organizadas, entre otros.
Entre los primeros actos del Gobierno, se pueden destacar la construcción de cincuenta y dos residencias en el Centro de la Capital, la construcción de cuatro Grupos Escolares, la construcción del Ginásio Euclides da Cunha, la constitución de la Legión Azul, encargada de preparar el terreno para la vialidad Mucajaí-Caracaraí y la creación de las tres primeras Colonias Agrícolas del Territorio: Coronel Mota (en Taiano), Braz de Aguiar (en Cantá) y Fernando Costa (en Mujacaí).
Para lograr poblar las colonias, fue necesario un 'paquete' para los inmigrantes, el cual constaba de Pasajes, Hospedaje durante la Adaptación, Veinticinco Hectáreas de Tierra, Herramientas Agrícolas, Ropa, Mosquiteros, Medicinas, Asistencia Médica y Técnica permanente, entre otros.
Durante las décadas de 1960 y 1970, los militares ampliaron la infraestructura dando soporte para que empresarios y trabajadores se estableciesen en la región. La minería también ganó impulso a mediados de los 80, y Roraima pasó por su momento de máxima explosión poblacional.
Durante las décadas de 1960 a 1970, los militares ampliaron la infraestructura del Gobierno Federal en las Carreteras Federales BR-147 y BR-210. A lo largo del tiempo fueron desplegándose decenas de proyectos de colonización. En 1982 había 42 colonias agrícolas en fase de ejecución. Las carreteras vecinales eran perpendiculares y aumentaban la cantidad de lotes, y, en consecuencia, el número de familias colonizadoras (venidas especialmente de Maranhão y de otras localidades del sur de Brasil.

### La minería o garimpo

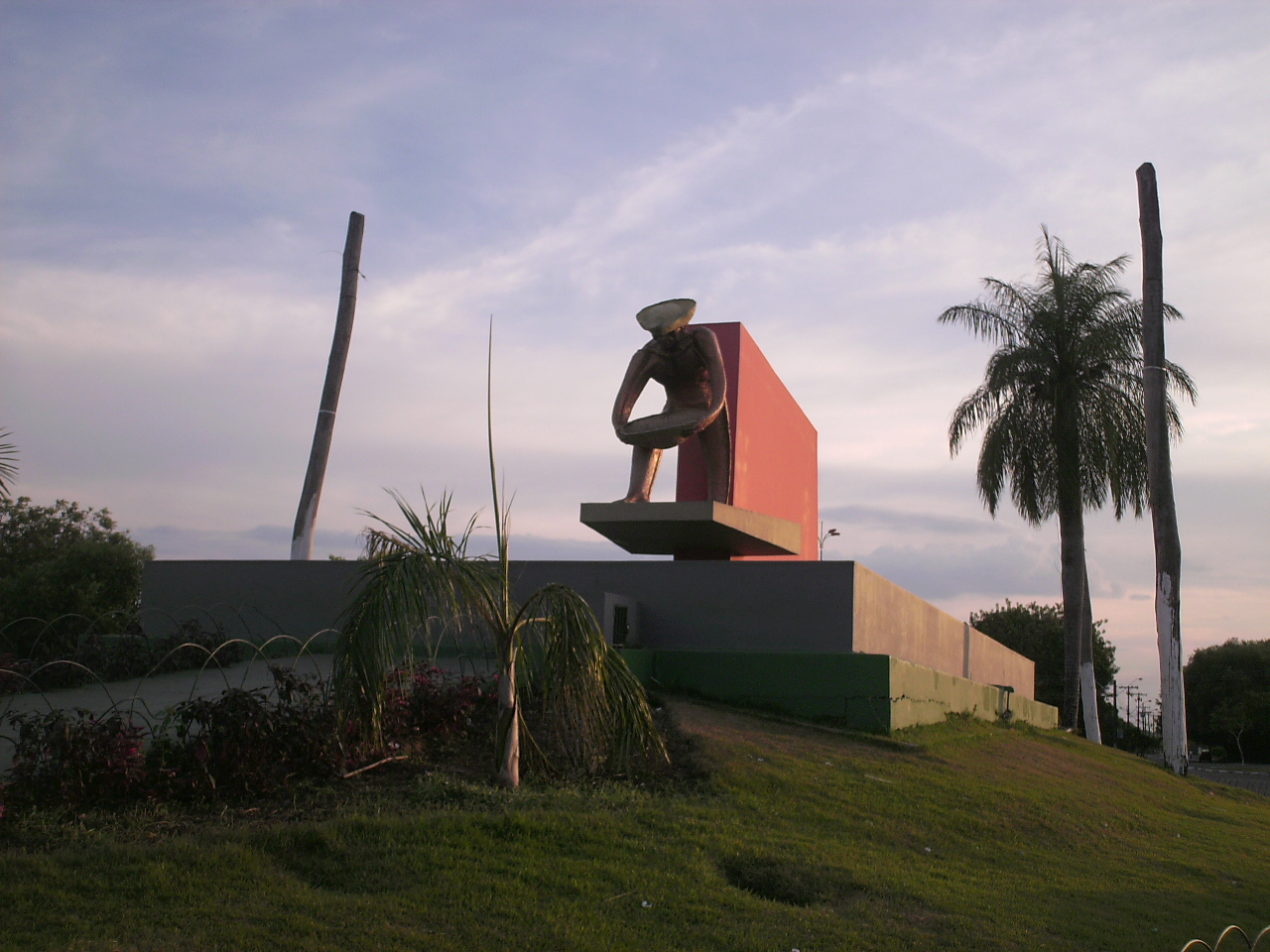
Monumento a los Garimpeiros, construido en su homenaje.

La producción minera comenzó en la década de 1930; en el Oeste de Roraima son incontables las regiones donde se puede encontrar Oro, entre 1987 y 1991 fueron construidas ciento ocho pistas de aterrizaje clandestinas en la región de Ianomâmi. La minería de oro fue para dicha región, el más poderoso atractivo, pero, era la actividad más destructiva y perjudicial para el medio ambiente. Además, en dicha región hay presencia de uranio, torio, cobalto, molibdeno, titanio, tantalita, columbita, casiterita, diamantes y otros tipos de minerales. Las localidades con mayor antigüedad y producción eran: Serra do Tepequém, Serra do Maturuca, Serra Verde, Vale do rio Cotingo, Vale do rio Quinô, Igarapé do Suapi, Igarapé do Sapão, Vale do rio Mau y Àgua Fría.
A mediados de 1980 la explotación era incontrolada e insostenible, trayendo decenas de miles de inmigrantes de todo Brasil y de otros países, además de que se comenzó a trabajar con máquinas, que aceleraban la explotación y la destrucción.
Un ejemplo del poder destructivo de la extracción de oro se puede encontrar en la Montaña de Tepequém, en la ciudad de Amajari, donde se encuentra una zona donde hay un río llamado 'embudo', como consecuencia de las explosiones llevadas a cabo por los mineros en busca de oro, diamantes y otras piedras preciosas. Hasta que algunos años después, la zona fue demarcada como Parque Indígena Ianomâmi, por lo que la actividad cesó. Sin embargo, el medioambiente mejoró sustancialmente, pero quedaron muchas marcas que aún son visibles.
La información sobre la cantidad de diamantes que salieron de Roraima es imprecisa, debido a las características de la mercancía, lo que facilitó el transporte y la evasión fiscal